# Ga Dongcheon (Yongin)
Ga Dongcheon (Tiếng Hàn: 동천역, Hanja: 東川驛) là ga tàu điện ngầm trên Tuyến Shinbundang ở Dongcheon-dong, Suji-gu, Yongin-si, Gyeonggi-do, Hàn Quốc. Nó được kết nối với Ga Migeum bằng Đường hầm dưới nước Dongmakcheon .

## Bố trí ga
| Migeum ↑            |
| \| S/B              |
| ↓ Văn phòng Suji-gu |

| Hướng Bắc | ● Tuyến Shinbundang | ← Hướng đi Sinsa      |
| Hướng Nam | ● Tuyến Shinbundang | → Hướng đi Gwanggyo → |